# Aquiles Alvarez
Aquiles David Alvarez Henriques (Guayaquil, 12 d'abril de 1984), és un exdirigent esportiu, polític i empresari equatorià relacionat amb el sector dels hidrocarburs. És l'alcalde de Guayaquil des del 14 de maig de 2023. Va ser dirigent de l'equip de futbol Barcelona Sporting Club.

## Biografia
Aquiles David Alvarez Henriques va néixer el 12 d'abril de 1984, a la ciutat de Guayaquil. Fill primogènit de l'enginyer comercial i empresari Aquiles Roberto Alvarez Elinan i de Gioconda Henriques Aycart. El seu avi patern va ser Aquiles Alvarez Lértora, president del Barcelona Sporting Club entre 1971 i 1972 i ambaixador a Mèxic en 1996.

### Barcelona Sporting Club
En l'equip de futbol equatorià Barcelona Sporting Club, va ser membre del directori i president de la comissió de futbol del club, des del 15 d'octubre de 2015 fins al 10 de desembre de 2018. Després d'aquest període, en 2019, fa binomi amb l'exfutbolista Carlos Alfaro Moreno per a les noves eleccions dels dirigents del club, que van guanyar; van assumir el carrec el 3 de desembre del mateix any.
Durant el seu pas per la vicepresidència del Barcelona, Alvarez també va cridar l'atenció per haver tingut intercanvis verbals agressius amb periodistes o altres dirigents.
El 16 de juny del 2022, Álvarez en roda de premsa des de l'Estadi Monumental, va anunciar el seu retir com a vicepresident de l'equip per a presentar-se a l'alcaldia de Guayaquil.

### Candidatura a l'alcaldia de Guayaquil
L'agost de 2022 va ser escollit com a precandidat del moviment polític Revolución Ciudadana per a ocupar l'alcaldia de Guayaquil en les eleccions de 2023. El setembre de 2022, va inscriure la seva candidatura.
Després de les eleccions de 2023 va ser elegit com el virtual alcalde de Guayaquil en liderar l'escrutini de la votació amb el 39,87 % dels vots.

### Alcalde de Guayaquil
El 14 de maig de 2023, quan Cynthia Viteri va deixar l'alcaldia, es va dur a terme el canvi de carrec per a donar pas a Alvarez com a alcalde de Guayaquil; fet que el converteix en el primer alcalde de la ciutat de tendéncia correista.
A pocs dies de la seva possessió, el seu equip de premsa va donar a conèixer que el cognom no du accent a la a, com seria habitual en espanyol.